# Dabney Herndon Maury
Dabney Herndon Maury (21 mai 1822 - 11 janvier 1900) est un officier de l'armée des États-Unis, instructeur à West Point, auteur de livres d'entraînement militaire, et major général dans l'armée des États confédérés pendant la guerre de Sécession.

## Jeunesse
Maury naît à Fredericksburg, Virginie, le fils de l'officier de marine John Minor Maury (en), qui meurt de la fièvre jaune dans les Caraïbes (West Indies) lorsque Dabney a deux ans. Il est élevé par son oncle, Matthew Fontaine Maury, étudie le droit à Fredericksburg et est diplômé de l'université de Virginie avec la promotion 1841. il finit ses études à l'académie militaire de West Point en 1846 et est breveté second lieutenant dans le Regiment of Mounted Rifles.
Maury sert lors de la guerre américano-mexicaine à la bataille de Cerro Gordo, et subit une blessure douloureuse qui aboutit à l'amputation de son bras. Il est renvoyé chez lui pour récupérer et est breveté premier lieutenant pour bravoure. Sa bravoure lors ces événements incitent les citoyens de Fredericksburg et la législature de Virginie de l'honorer avec une épée d'apparat. Après une convalescence à White Sulphur Springs, il est affecté à West Point en tant qu'instructeur, enseignant ainsi de 1847 à 1852. Il retourne ensuite au service actif dans les Mounted Rifles, servant dans le territoire de l'Oregon, en ensuite sur la frontière du Texas. Il retourne dans l'est et commande l'école de cavalerie de la caserne de Carlisle en 1858. Il écrit un livre, Tactics for Mounted Rifles, qui devient un livre de référence.

## Guerre de Sécession
Quand la guerre de Sécession débute, Maury est adjudant général adjoint dans le territoire du Nouveau-Mexique, stationné à Santa Fe. À l'annonce des tirs contre le fort Sumter, il démissionne de l'armée des États-Unis et retourne en Virginie. Il entre dans l'armée confédérée en tant que colonel, servant comme adjudant général, puis comme chef d'état-major sous le commandement du général Earl Van Dorn. À la suite de la bataille de Pea Ridge, il est promu brigadier général et affecté à un commandement sur le terrain. Maury commande une division à la deuxième bataille de Corinth, et est promu major général en novembre 1862. Il participe aux opérations de l'armée autour de Vicksburg, Mississippi, et à la défense de Mobile, Alabama. Lors de la dernière campagne militaire, Maury commande le département du golfe.

## Après la guerre
Avec la fin de la guerre, Maury revient en Virginie et crée un lycée à Fredericksburg pour enseigner la littérature classique et les mathématiques. Il part pour la Nouvelle-Orléans, où sa business venture échoue et il retourne en Virginie. En 1868, il organise la Southern Historical Society (en), située à Richmond. D.H. Maury passe vingt ans à travailler pour la Southern Historical Society qui produit 52 volumes de généalogies et d'histoire du sud.
Deux ans après la mort de sa femme, Maury lance un mouvement en 1887 pour réorganiser la garde nationale des États-Unis.
Il écrit un traité intitulé « Skirmish Drill for Mounted Troops » en 1886.
Maury, nommé par le président Cleveland, sert en tant qu'ambassadeur en Colombie de 1887 à 1889.
Le général Maury meurt chez son fils (Dabney Herndon Maury JR.) à Peoria, Illinois, et il est enterré dans le quartier confédéré du cimetière de la ville à Fredericksburg, Virginie.